# Vectocleidus
Vectocleidus pastorum
Genre
Espèce
Vectocleidus est un genre fossile de plésiosaures de la famille fossile des Leptocleididae. 
Selon Paleobiology Database en 2024, il n'est représenté que par son espèce type, Vectocleidus pastorum, du Crétacé inférieur au Royaume-Uni.

## Classification
Le genre Vectocleidus et l'espèce Vectocleidus pastorum sont décrits en 2013 par les paléontologues Roger B. J. Benson (d), Hilary F. Ketchum (d), Darren W. Naish (d) et Langan E. Turner (d),,.

### Fossiles
Selon Paleobiology Database en 2024, une seule collection de fossiles est référencée,.
Cette collection MIWG 1997.302 est du Barrémien supérieur du Crétacé inférieur de la formation Vectis (en) de l'Ile de Wight du Royaume-Uni, c'est-à-dire datée de 130 à 125,45 Ma avant notre ère,.

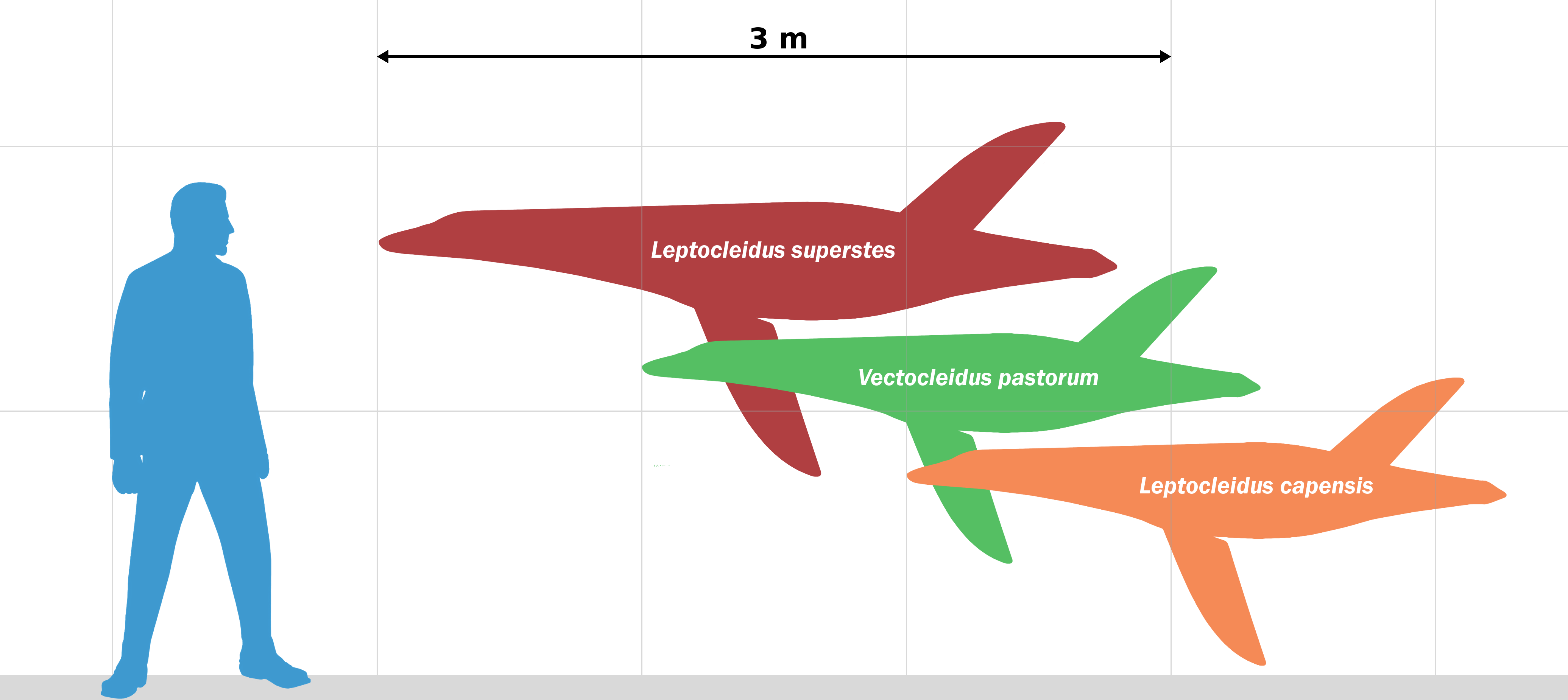
Une comparaison de taille avec le genre Leptocleidus et un primate dérivé.

Vectocleidus pastorum a été décrit pour la première fois en 2013, sur la base d'un squelette incomplet trouvé dans la formation Vectis sur l'île de Wight (Angleterre). Les fossiles, datant de la fin du Barrémien, peuvent être attribués à la famille des Leptocleididae, un groupe de petits plésiosaures, typiques du Crétacé et caractérisés par un cou court et une tête robuste. Il apparaît que Vectocleidus ressemblait particulièrement à Leptocleidus et Brancasaurus, deux autres représentants de la famille caractéristique du Crétacé inférieur européen.

## Description

Restauration artistique de Vectocleidus pastorum.

Cet animal devait mesurer environ trois mètres de long et possédait un cou plutôt court et un crâne robuste. Comme tous les plésiosaures, il avait un corps compact et quatre membres transformés en structures ressemblant à des nageoires. Comparé à d'autres animaux similaires, tels que Leptocleidus et Brancasaurus, il possédait des épines neurales dorsales particulièrement courtes, et des épines ultérieures alternativement comprimées transversalement ou élargies vers la droite. Vectocleidus différait également du très similaire Leptocleidus par les proportions plus élancées des clavicules et par la forme du processus antérieur de la coracoïde. Le centre vertébral cervical postérieur était court et différait nettement de celui de Brancasaurus.

## Cladogramme
Cladogramme de la famille des Leptocleididae basé sur l'analyse de Ketchum (d) et Benson (d) en 2011 :
En complément, on peut aussi consulter l'image de 2013, concernant la phylogénie complète des plésiosaures :
| Phylogénie complète 2013 des plésiosaures. |

|              | Umoonasaurus                                                 |
|              |                                                              |
| Leptocleidus | \| \| L. capensis \| \| \| \| \| \| L. superstes \| \| \| \| |
|              | \| \| L. capensis \| \| \| \| \| \| L. superstes \| \| \| \| |
|              | L. capensis                                                  |
|              |                                                              |
|              | L. superstes                                                 |
|              |                                                              |

|  | L. capensis  |
|  |              |
|  | L. superstes |
|  |              |

|              | Umoonasaurus                                                 |
|              |                                                              |
| Leptocleidus | \| \| L. capensis \| \| \| \| \| \| L. superstes \| \| \| \| |
|              | \| \| L. capensis \| \| \| \| \| \| L. superstes \| \| \| \| |
|              | L. capensis                                                  |
|              |                                                              |
|              | L. superstes                                                 |
|              |                                                              |

|  | L. capensis  |
|  |              |
|  | L. superstes |
|  |              |

|              | Umoonasaurus                                                 |
|              |                                                              |
| Leptocleidus | \| \| L. capensis \| \| \| \| \| \| L. superstes \| \| \| \| |
|              | \| \| L. capensis \| \| \| \| \| \| L. superstes \| \| \| \| |
|              | L. capensis                                                  |
|              |                                                              |
|              | L. superstes                                                 |
|              |                                                              |

|  | L. capensis  |
|  |              |
|  | L. superstes |
|  |              |

|              | Umoonasaurus                                                 |
|              |                                                              |
| Leptocleidus | \| \| L. capensis \| \| \| \| \| \| L. superstes \| \| \| \| |
|              | \| \| L. capensis \| \| \| \| \| \| L. superstes \| \| \| \| |
|              | L. capensis                                                  |
|              |                                                              |
|              | L. superstes                                                 |
|              |                                                              |

|  | L. capensis  |
|  |              |
|  | L. superstes |
|  |              |

### Publication originale
- [2013] R. B. J. Benson, H. F. Ketchum, D. Naish et L. E. Turner, « A new leptocleidid (Sauropterygia, Plesiosauria) from the Vectis Formation (Early Barremian–early Aptian; Early Cretaceous) of the Isle of Wight and the evolution of Leptocleididae, a controversial clade », Journal of Systematic Palaeontology, vol. 11, no 2,‎ 2012, p. 233–250 (DOI 10.1080/14772019.2011.634444, S2CID 18562271).